# Sæmund Frode
Sæmund Frode (født 1056, død 22. maj 1133 Sæmundur fróði (norrønt: Sæmund den vise) eller Sæmund Sigfússon var en islandsk præst og historiker.
Sæmund Frode, der var betydningsfuld ved at have studeret i udlandet, var central i opbygningen af den tidlige kristne kirke på Island. Han var den første islandske forfatter og historiker, som vi kender navnet på.

## Slægt
På sin mors side nedstammede Sæmund fra Gudmund Øyolvsson den mægtige (norrønt Guðmundr hinn ríki) (ca. 955-1025) og Hall Thorsteinsson kaldt  Siðu-Hallr, som var de mægtigste høvdinger på Island i deres tid, og som havde forbindelser til den norske kongeslægt. Specielt Hall var blandt de ledere, som ønskede den nye religion kristendommen velkommen.
Hans far stammer fra en mindre betydningsfuld slægt. En af forfædrene, Svartr, bosatte sig på Odde, og var den første i Oddaverjaræten. Hans to brødre Valgarðr og Rúnólfr optræder i Njáls saga, som synes at være negativt indstillet mod Oddaverjaræten. Rúnólfr var blandt dem, som modsatte sig den nye religion.

## En lærd mand
Sæmund Frode var en sjældent veluddannet mand. Han studerede i Frankrig, før han slog sig ned på slægtsgården Odde, hvor han grundlagde et lærested eller en skole, som blev videreført i lang tid. Han var medlem af Oddaverjaræten. Hans søn Loft Sæmundsson og specielt barnebarnet Jón Loftsson videreførte Sæmund Frodes arbejde, skønt ikke som forfattere.
Sæmund var gift med Ingebjørg, datter af præsten Andres Brunsson og hans kone Solveig fra Konghelle i norske Båhuslen. Deres sønner var Pål Flip, Gunnar Fis og Loft. Loft var den, der førte Sæmunds betydning videre. Sæmund havde også en uægte søn Åsmund. Sæmund skal også have været gift med en Gudrun, som skal have bidraget til mange af myterne om ham efter hans død, f.eks. at han har behersket sortekunst.
Sæmund skrev et værk på latin om de norske kongers historie fra Harald Hårfager og til Magnus den Gode. Sæmund lagde specielt vægt på kronologien, noget som gjorde hans værk til et vigtig referenceværk. Det er desværre gået tabt, men blev brugt som kilde af andre forfattere som Snorre Sturlason, som selv var opvokset og havde studeret på Odde som fostersøn af Jón Loftsson. En anonym forfatter skrev et langt kvad, Nóregs konunga tal, som sammenfatter Sæmunds arbejde og priser ham ved at knytte hans slægt til den norske kongefamilien.
Forfatterskabet til den poetiske Edda eller den ældre Edda er traditionelt tilegnet Sæmund, og værket blev derfor først kaldt Sæmundar Edda, men den tilskrivning er ikke sandsynlig i dag.

## Betydningsfuld
Sæmund var blandt dem, som redigerede den islandske kristenret i 1130, og var som de førkristne goder både høvding og præst. Det var normalt på Island, hvor kirken var meget tættere knyttet til verdslig magt og ikke en stat i staten. Det forhold fik også stor betydning for litteraturen. Mange af dem, som kunne skrive og havde høj uddannelse, var høvdinger med interesse for historie og slægtstræer.
I Íslendingabók refererer Are Torgilsson Frode i begyndelsen til de to samtidige biskopper og ikke mindst til Sæmund Frode som rådgiver og forbillede. Det synes som om Sæmund i slutningen af livet havde gode forbindelser med ærkebiskop Asser i Lund og den norske konge Sigurd Jorsalfar. En indikation på denne forbindelse er, at barnebarnet Jón Loptsson, som blev født i 1124 som søn af Sæmunds søn Loft og kongens søster Tora Magnusdatter, Magnus Berrføtts datter med en frille. Jón opvoksede i nærheden af kongens sæde i Konghelle i Båhuslen, hvilket tyder på kongens accept. Men der fandtes også en anden forbindelse til Konghelle, da Sæmund var gift med Andres Brunssons datter, som var præst der.

## Troldmand
Blandt sine samtidige blev Sæmund højt priset, men øjensynlig havde han også fjender. I islandsk folkeminde blev Sæmund nærmest en legendarisk skikkelse og fik ry, måske mest efter sin død, for at være troldkyndig. Det skyldes muligvis, at han kunne læse og skrive latin, et mystisk sprog for de fleste: "Nemandi ókunniga frœði" – "lærte ukendt eller okkult kundskab" – som en kilde udtrykker det. Rygterne om ham, der opstod lige efter  hans død, synes at være spredt af personer, der var misundelige. Et af dem, en fortælling om at han fløj gennem luften fra sin lærer, blev skrevet ind i Gunnlaug Leifssons Jóns saga (ca. 1200). Fortællingen er et tidlig Faust-motiv om den lærde, som sælger sin sjæl til djævelen i bytte for kundskab og viden. En anden beretning fortæller, at han indgik en pagt med djævelen om at bringe ham hjem til Island på ryggen af en sæl. Sæmund undslap djævelen, da han ved ankomsten sprang i land og dræbte sælen ved at slå den i hovedet med biblen.
Sæmund Frode døde på slægtsgårde Odde den 22. maj 1133. Han var blevet rig og respekteret, hans skole var den førende på Island, og han havde venskabelige forbindelser med mægtige personer i Norden.